# Cleorina nitida
Cleorina nitida es un coleóptero de la familia Chrysomelidae.
Fue descrita científicamente en 1981 por Tan in Tan & Wang.